# Unicodeblock Kyrillisch, Ergänzung
Der Unicodeblock Kyrillisch, Ergänzung (Cyrillic Supplement, 0500 bis 052F) enthält die zur Schreibung von Komi sowie Chantisch, Tschuktschisch und der von nur noch wenigen Sprechern gesprochenen Sprachen Itelmenisch und Enzisch benötigten zusätzlichen kyrillischen Zeichen, die nicht im vorhergehenden Unicodeblock Kyrillisch (0400–04FF) enthalten sind.

## Tabelle
| Unicodenummer | Zeichen (400 %) | Kategorie      | Bidirektionale Klasse | Offizielle Bezeichnung                      | Beschreibung                                      |
| ------------- | --------------- | -------------- | --------------------- | ------------------------------------------- | ------------------------------------------------- |
| U+0500 (1280) | Ԁ               | Großbuchstabe  | links nach rechts     | CYRILLIC CAPITAL LETTER KOMI DE             | Kyrillischer Großbuchstabe Komi-D                 |
| U+0501 (1281) | ԁ               | Kleinbuchstabe | links nach rechts     | CYRILLIC SMALL LETTER KOMI DE               | Kyrillischer Kleinbuchstabe Komi-D                |
| U+0502 (1282) | Ԃ               | Großbuchstabe  | links nach rechts     | CYRILLIC CAPITAL LETTER KOMI DJE            | Kyrillischer Großbuchstabe Komi-Dj                |
| U+0503 (1283) | ԃ               | Kleinbuchstabe | links nach rechts     | CYRILLIC SMALL LETTER KOMI DJE              | Kyrillischer Kleinbuchstabe Komi-Dj               |
| U+0504 (1284) | Ԅ               | Großbuchstabe  | links nach rechts     | CYRILLIC CAPITAL LETTER KOMI ZJE            | Kyrillischer Großbuchstabe Komi-Zj                |
| U+0505 (1285) | ԅ               | Kleinbuchstabe | links nach rechts     | CYRILLIC SMALL LETTER KOMI ZJE              | Kyrillischer Kleinbuchstabe Komi-Zj               |
| U+0506 (1286) | Ԇ               | Großbuchstabe  | links nach rechts     | CYRILLIC CAPITAL LETTER KOMI DZJE           | Kyrillischer Großbuchstabe Komi-Dzj               |
| U+0507 (1287) | ԇ               | Kleinbuchstabe | links nach rechts     | CYRILLIC SMALL LETTER KOMI DZJE             | Kyrillischer Kleinbuchstabe Komi-Dzj              |
| U+0508 (1288) | Ԉ               | Großbuchstabe  | links nach rechts     | CYRILLIC CAPITAL LETTER KOMI LJE            | Kyrillischer Großbuchstabe Komi-Lj                |
| U+0509 (1289) | ԉ               | Kleinbuchstabe | links nach rechts     | CYRILLIC SMALL LETTER KOMI LJE              | Kyrillischer Kleinbuchstabe Komi-Lj               |
| U+050A (1290) | Ԋ               | Großbuchstabe  | links nach rechts     | CYRILLIC CAPITAL LETTER KOMI NJE            | Kyrillischer Großbuchstabe Komi-Nj                |
| U+050B (1291) | ԋ               | Kleinbuchstabe | links nach rechts     | CYRILLIC SMALL LETTER KOMI NJE              | Kyrillischer Kleinbuchstabe Komi-Nj               |
| U+050C (1292) | Ԍ               | Großbuchstabe  | links nach rechts     | CYRILLIC CAPITAL LETTER KOMI SJE            | Kyrillischer Großbuchstabe Komi-Sj                |
| U+050D (1293) | ԍ               | Kleinbuchstabe | links nach rechts     | CYRILLIC SMALL LETTER KOMI SJE              | Kyrillischer Kleinbuchstabe Komi-Sj               |
| U+050E (1294) | Ԏ               | Großbuchstabe  | links nach rechts     | CYRILLIC CAPITAL LETTER KOMI TJE            | Kyrillischer Großbuchstabe Komi-Tj                |
| U+050F (1295) | ԏ               | Kleinbuchstabe | links nach rechts     | CYRILLIC SMALL LETTER KOMI TJE              | Kyrillischer Kleinbuchstabe Komi-Tj               |
| U+0510 (1296) | Ԑ               | Großbuchstabe  | links nach rechts     | CYRILLIC CAPITAL LETTER REVERSED ZE         | Kyrillischer Großbuchstabe gespiegeltes Z         |
| U+0511 (1297) | ԑ               | Kleinbuchstabe | links nach rechts     | CYRILLIC SMALL LETTER REVERSED ZE           | Kyrillischer Kleinbuchstabe gespiegeltes Z        |
| U+0512 (1298) | Ԓ               | Großbuchstabe  | links nach rechts     | CYRILLIC CAPITAL LETTER EL WITH HOOK        | Kyrillischer Großbuchstabe L mit Haken            |
| U+0513 (1299) | ԓ               | Kleinbuchstabe | links nach rechts     | CYRILLIC SMALL LETTER EL WITH HOOK          | Kyrillischer Kleinbuchstabe L mit Haken           |
| U+0514 (1300) | Ԕ               | Großbuchstabe  | links nach rechts     | CYRILLIC CAPITAL LETTER LHA                 | Kyrillischer Großbuchstabe Lha                    |
| U+0515 (1301) | ԕ               | Kleinbuchstabe | links nach rechts     | CYRILLIC SMALL LETTER LHA                   | Kyrillischer Kleinbuchstabe Lha                   |
| U+0516 (1302) | Ԗ               | Großbuchstabe  | links nach rechts     | CYRILLIC CAPITAL LETTER RHA                 | Kyrillischer Großbuchstabe Rha                    |
| U+0517 (1303) | ԗ               | Kleinbuchstabe | links nach rechts     | CYRILLIC SMALL LETTER RHA                   | Kyrillischer Kleinbuchstabe Rha                   |
| U+0518 (1304) | Ԙ               | Großbuchstabe  | links nach rechts     | CYRILLIC CAPITAL LETTER YAE                 | Kyrillischer Großbuchstabe Jae                    |
| U+0519 (1305) | ԙ               | Kleinbuchstabe | links nach rechts     | CYRILLIC SMALL LETTER YAE                   | Kyrillischer Kleinbuchstabe Jae                   |
| U+051A (1306) | Ԛ               | Großbuchstabe  | links nach rechts     | CYRILLIC CAPITAL LETTER QA                  | Kyrillischer Großbuchstabe Qa                     |
| U+051B (1307) | ԛ               | Kleinbuchstabe | links nach rechts     | CYRILLIC SMALL LETTER QA                    | Kyrillischer Kleinbuchstabe Qa                    |
| U+051C (1308) | Ԝ               | Großbuchstabe  | links nach rechts     | CYRILLIC CAPITAL LETTER WE                  | Kyrillischer Großbuchstabe W                      |
| U+051D (1309) | ԝ               | Kleinbuchstabe | links nach rechts     | CYRILLIC SMALL LETTER WE                    | Kyrillischer Kleinbuchstabe W                     |
| U+051E (1310) | Ԟ               | Großbuchstabe  | links nach rechts     | CYRILLIC CAPITAL LETTER ALEUT KA            | Kyrillischer Großbuchstabe alëutisches K          |
| U+051F (1311) | ԟ               | Kleinbuchstabe | links nach rechts     | CYRILLIC SMALL LETTER ALEUT KA              | Kyrillischer Kleinbuchstabe alëutisches K         |
| U+0520 (1312) | Ԡ               | Großbuchstabe  | links nach rechts     | CYRILLIC CAPITAL LETTER EL WITH MIDDLE HOOK | Kyrillischer Großbuchstabe L mit mittlerem Haken  |
| U+0521 (1313) | ԡ               | Kleinbuchstabe | links nach rechts     | CYRILLIC SMALL LETTER EL WITH MIDDLE HOOK   | Kyrillischer Kleinbuchstabe L mit mittlerem Haken |
| U+0522 (1314) | Ԣ               | Großbuchstabe  | links nach rechts     | CYRILLIC CAPITAL LETTER EN WITH MIDDLE HOOK | Kyrillischer Großbuchstabe N mit mittlerem Haken  |
| U+0523 (1315) | ԣ               | Kleinbuchstabe | links nach rechts     | CYRILLIC SMALL LETTER EN WITH MIDDLE HOOK   | Kyrillischer Kleinbuchstabe N mit mittlerem Haken |
| U+0524 (1316) | Ԥ               | Großbuchstabe  | links nach rechts     | CYRILLIC CAPITAL LETTER PE WITH DESCENDER   | Kyrillischer Großbuchstabe P mit Abstrich         |
| U+0525 (1317) | ԥ               | Kleinbuchstabe | links nach rechts     | CYRILLIC SMALL LETTER PE WITH DESCENDER     | Kyrillischer Kleinbuchstabe P mit Abstrich        |
| U+0526 (1318) | Ԧ               | Großbuchstabe  | links nach rechts     | CYRILLIC CAPITAL LETTER SHHA WITH DESCENDER | Kyrillischer Großbuchstabe Schha mit Abstrich     |
| U+0527 (1319) | ԧ               | Kleinbuchstabe | links nach rechts     | CYRILLIC SMALL LETTER SHHA WITH DESCENDER   | Kyrillischer Kleinbuchstabe Schha mit Abstrich    |
| U+0528 (1320) | Ԩ               | Großbuchstabe  | links nach rechts     | CYRILLIC CAPITAL LETTER EN WITH LEFT HOOK   | Kyrillischer Großbuchstabe En mit Haken links     |
| U+0529 (1321) | ԩ               | Kleinbuchstabe | links nach rechts     | CYRILLIC SMALL LETTER EN WITH LEFT HOOK     | Kyrillischer Kleinbuchstabe En mit Haken links    |
| U+052A (1322) | Ԫ               | Großbuchstabe  | links nach rechts     | CYRILLIC CAPITAL LETTER DZZHE               | Kyrillischer Großbuchstabe Dzzhe                  |
| U+052B (1323) | ԫ               | Kleinbuchstabe | links nach rechts     | CYRILLIC SMALL LETTER DZZHE                 | Kyrillischer Kleinbuchstabe Dzzhe                 |
| U+052C (1324) | Ԭ               | Großbuchstabe  | links nach rechts     | CYRILLIC CAPITAL LETTER DCHE                | Kyrillischer Großbuchstabe Dche                   |
| U+052D (1325) | ԭ               | Kleinbuchstabe | links nach rechts     | CYRILLIC SMALL LETTER DCHE                  | Kyrillischer Kleinbuchstabe Dche                  |
| U+052E (1326) | Ԯ               | Großbuchstabe  | links nach rechts     | CYRILLIC CAPITAL LETTER EL WITH DESCENDER   | Kyrillischer Großbuchstabe El mit Abstrich        |
| U+052F (1327) | ԯ               | Kleinbuchstabe | links nach rechts     | CYRILLIC SMALL LETTER EL WITH DESCENDER     | Kyrillischer Kleinbuchstabe El mit Abstrich       |